# Pediobius telenomi
Pediobius telenomi är en stekelart som först beskrevs av Crawford 1911.  Pediobius telenomi ingår i släktet Pediobius och familjen finglanssteklar. Inga underarter finns listade i Catalogue of Life.